# نيك بلاكويل
نيك بلاكويل(بالإنجليزية: Nick Blackwell)‏ (من مواليد 27 أكتوبر 1990) ملاكم بريطاني محترف. فاز بلقب بطل بريطانيا للوزن المتوسط.

## الأحتراف
بداء نيك بلاكويل بلاكويل الاحتراف في عام 2009، بعد أن كان يمارس هواية الملاكمة بشكل غير مرخص من خلال بطولات محلية كانت تجري في مقاطعة ويلتشر .. وفاز بأول لقب له في المنطقة يوم 20 نوفمبر 2010، الفوز عشرة جولة القرار بالاجماع ضد هاري ماثيوز ليصبح أصغر بطل بالملاكمة في الوزن المتوسط حيث كان في العشرين من عمره.. وفي 18 يونيو 2011، تحدى بلاكويل مارتن موراي بطل سابق للوزن الثقيل في الكومنولث وهزم امامه، بقي بعدها منصب بطولة الوزن المتوسط في بطولة الكومنولث شاغر بريطانياً. جاء الدفاع الناجح لنيك عن لقبه في الوزن المتوسط بريطانياً في 3 مارس 2012، مع بلاكويل وقف مارتن كونسيبسيون في أربع جولات..
في 15 ديسمبر 2012، كان بلاكويل فرصة ثانية في بطولة الكومنولث، وهذه المرة ضد حامل اللقب بيلي جو سوندرز . وكان نزال صعب بالنسبة لسوندرز، حيث اضطر بلاكويل معه أن يستمر لاثني عشر جولة. سوندرز حصل في هذا النزال على قرار الفوز بالإجماع في بطاقات الأداء للحكام،. .
في 30 مايو 2015 خاض بلاكويل محاولة ثالثة في بطولة الوزن المتوسط في بريطانيا ضد جون رايدر. وحقق بعدها بلاكويل فوزه الأهم، واستمر النزال لسبع جولات في ارينا في لندن، ليصبح بعدها نيك بلاك ويل بطل الوزن المتوسط في بريطانيا..

## وصلات خارجية
- نيك بلاكويل على موقع بوكس ريك (الإنجليزية) (registration required)